# Survive Said the Prophet
Survive Said the Prophet é uma banda japonesa formada em Tóquio em 2011. Também conhecida como "SABAPURO", o grupo conta com Yosh Morita nos vocais, os guitarristas Tatsuya Kato e Ivan Kwong e o bateirista Sho Okada. Havia um baixista no início (Yudai Kato), mas ele acabou saindo em 2021. A banda foi lançada pela Sony Music Entertainment Japan. Além do J-rock, experimentam com outros estilos, como pop, hip-hop, e R&B. Alguns animes receberam suas músicas como temas de abertura e encerramento para Vinland Saga (mangá) e Banana Fish.
Seu primeiro álbum foi "Course of Action", lançado em 2015. No ano seguinte, veio o álbum "FIXED" e a primeira turnê da banda, que ganhou notoriedade mesmo em 2017 com seu terceiro álbum, "Wabi Sabi".
Em 2021, comemorando uma década de existência, lançaram o álbum especial "To Redefine / To Be Defined", com regravações de músicas escolhida pela banda e até mesmo pelos fãs.
A banda se apresentou no Brasil em 2023, no Anime Friends.
“NE:ONE” (de Code Geass: Lelouch of the Rebellion III -Glorification”)
“found & lost” (primeira abertura de Banana Fish)
“RED” (segundo encerramento de Banana Fish)
“MUKANJYO” (primeira abertura de Vinland Saga (mangá))
“Paradox” ( segunda abertura de Vinland Saga (mangá))
“Papersky” (abertura de Tokyo 24th Ward)
“Find You“ (de Tokyo 24th Ward)